# Kleine Sluis (Harlingen)
De Kleine Sluis is een schutsluis in de Friese havenstad Harlingen. Het is een rijksmonument. 
In 1597 werd bij de uitbreiding van de haven van Harlingen de Zuiderhaven gegraven. De sluis ligt tussen de Zuiderhaven en de Rozengracht. De sluis werd in 1886 en 1973 gerenoveerd. In de schutkolk zijn gedenkstenen aangebracht. De sluisbrug in de Steenhouwersstraat heeft een doorvaarthoogte van 1.07 meter en een breedte van vier meter.
Aan de zuidzijde van de sluis staat het rijksmonument het pakhuis De Hamer en aan de noordzijde het Brandspuithuisje. In de Noorderhaven ligt de Grote Sluis.

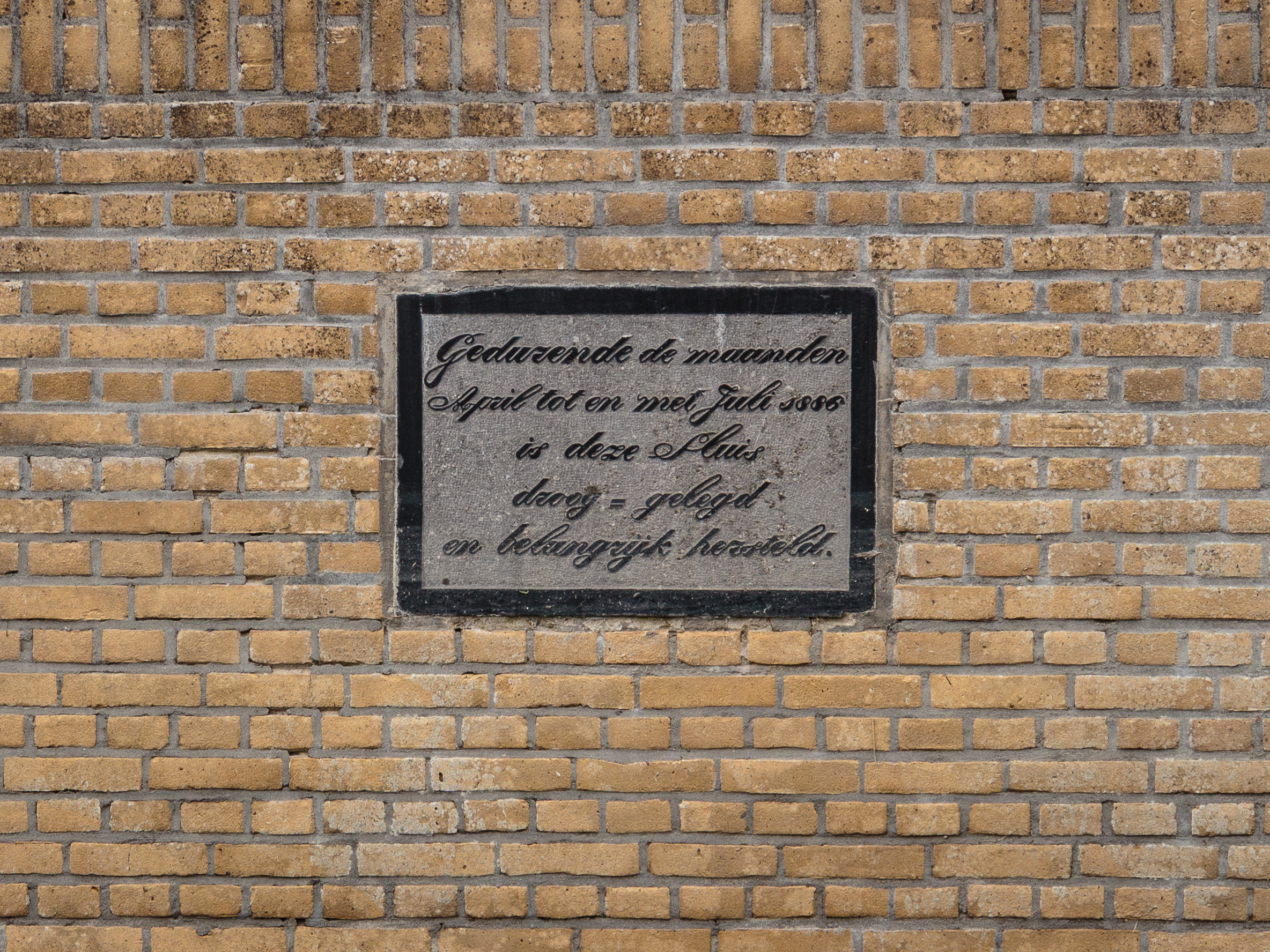
Steen renovatie 1886
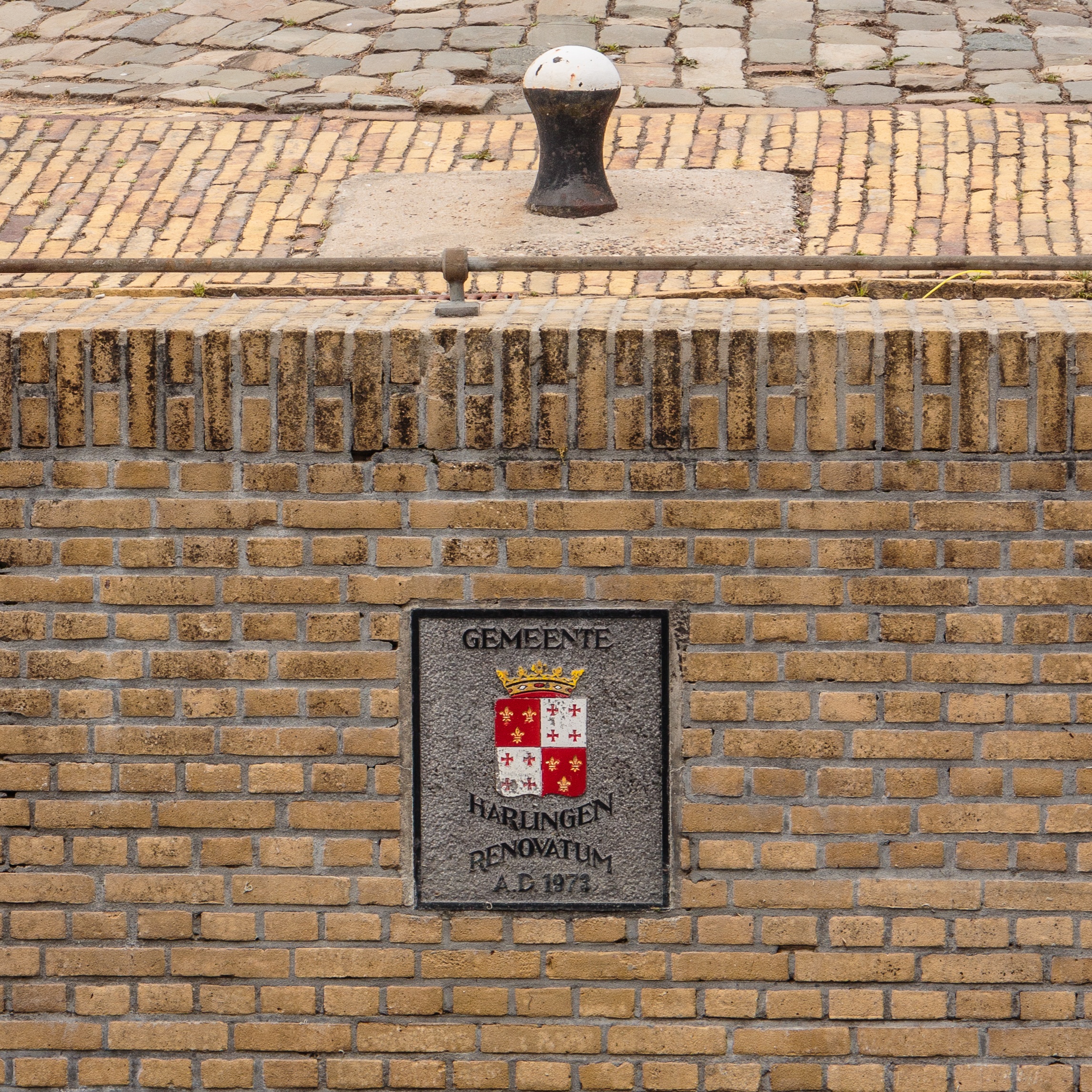
Steen renovatie 1973
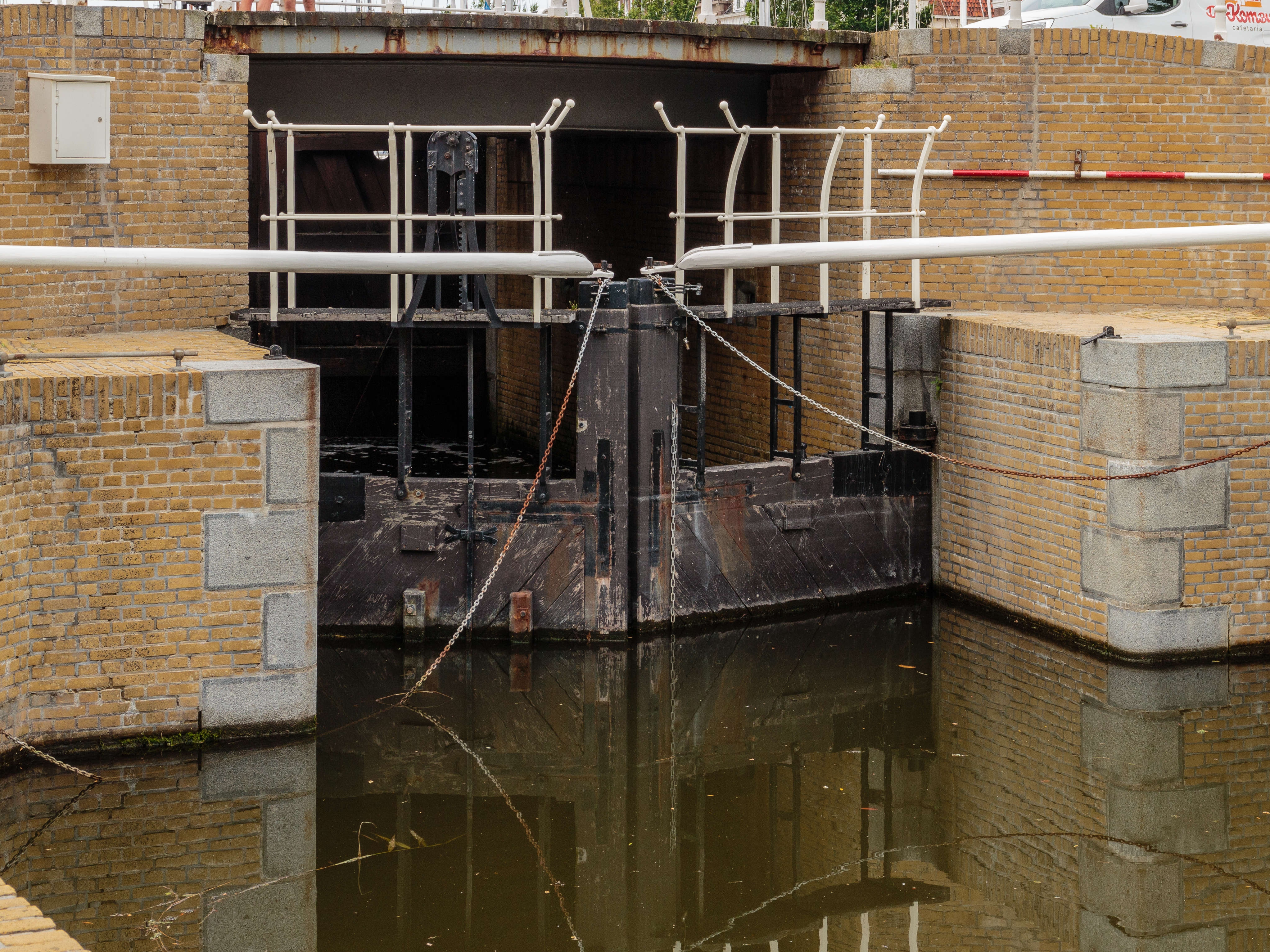
Sluisdeuren en brug naar de Zuiderhaven